# قائمة ملاعب كرة القدم في الكويت
| #  | الملعب                    | السعة  | المدينة          | الفريق                  |
| -- | ------------------------- | ------ | ---------------- | ----------------------- |
| 1  | ملعب جابر الأحمد الدولي   | 60,000 | العارضية         | منتخب الكويت لكرة القدم |
| 2  | ستاد صباح السالم          | 22,000 | المنصورية        | نادي العربي الكويتي     |
| 3  | ستاد الصداقة والسلام      | 21,500 | العديلية         | نادي كاظمة الرياضي      |
| 4  | ستاد محمد الحمد           | 18,000 | حولي             | نادي القادسية الرياضي   |
| 4  | ملعب الأحمدي              | 18,000 | الأحمدي          | نادي الشباب الرياضي     |
| 5  | ملعب نادي الكويت          | 16,000 | كيفان            | نادي الكويت الرياضي     |
| 5  | ملعب جامعة الكويت         | 16,000 | الشويخ التعليمية | الأندية المحلية         |
| 6  | ملعب علي صباح السالم      | 15,000 | العارضية         | نادي النصر الرياضي      |
| 7  | ملعب ثامر                 | 14,000 | السالمية         | نادي السالمية الرياضي   |
| 7  | ملعب مساعد الشنفا         | 14,000 | الفروانية        | نادي التضامن الرياضي    |
| 7  | ملعب مبارك العيار         | 14,000 | القصر            | نادي الجهراء الرياضي    |
| 8  | ملعب عبد الله الخليفة     | 12,000 | مشرف             | نادي اليرموك الرياضي    |
| 9  | استاد جابر المبارك الصباح | 7,000  | الصليبخات        | نادي الصليبخات          |
| 10 | ملعب خيطان                | 3,000  | خيطان            | نادي خيطان الرياضي      |
| 11 | ستاد نايف الدبوس          | 2,000  | المنقف           | نادي الفحيحيل الرياضي   |
| 12 | ملعب نادي الساحل          | 1,000  | أبو حليفة        | نادي الساحل الرياضي     |

## معرض الصور

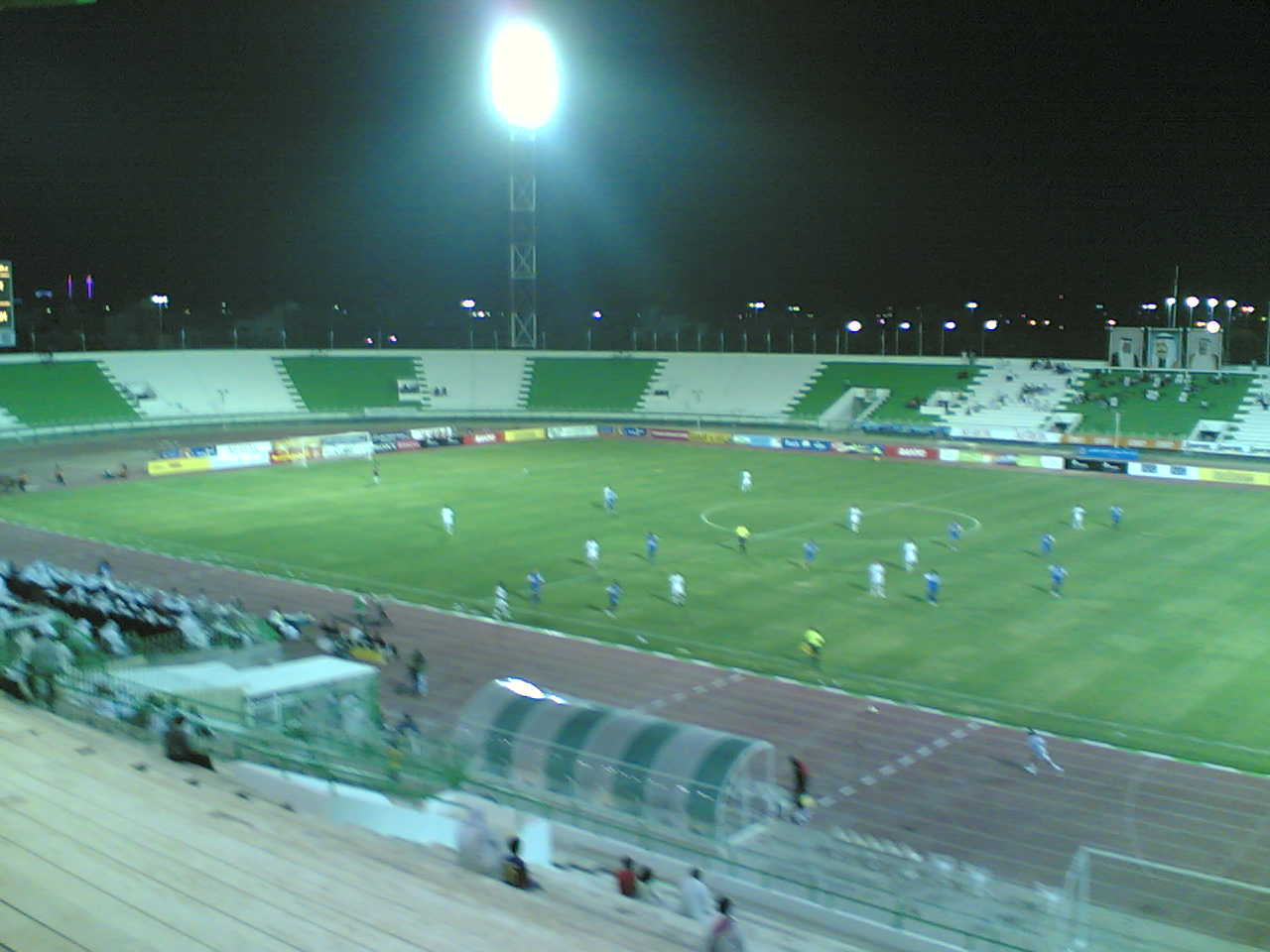
ملعب صباح السالم
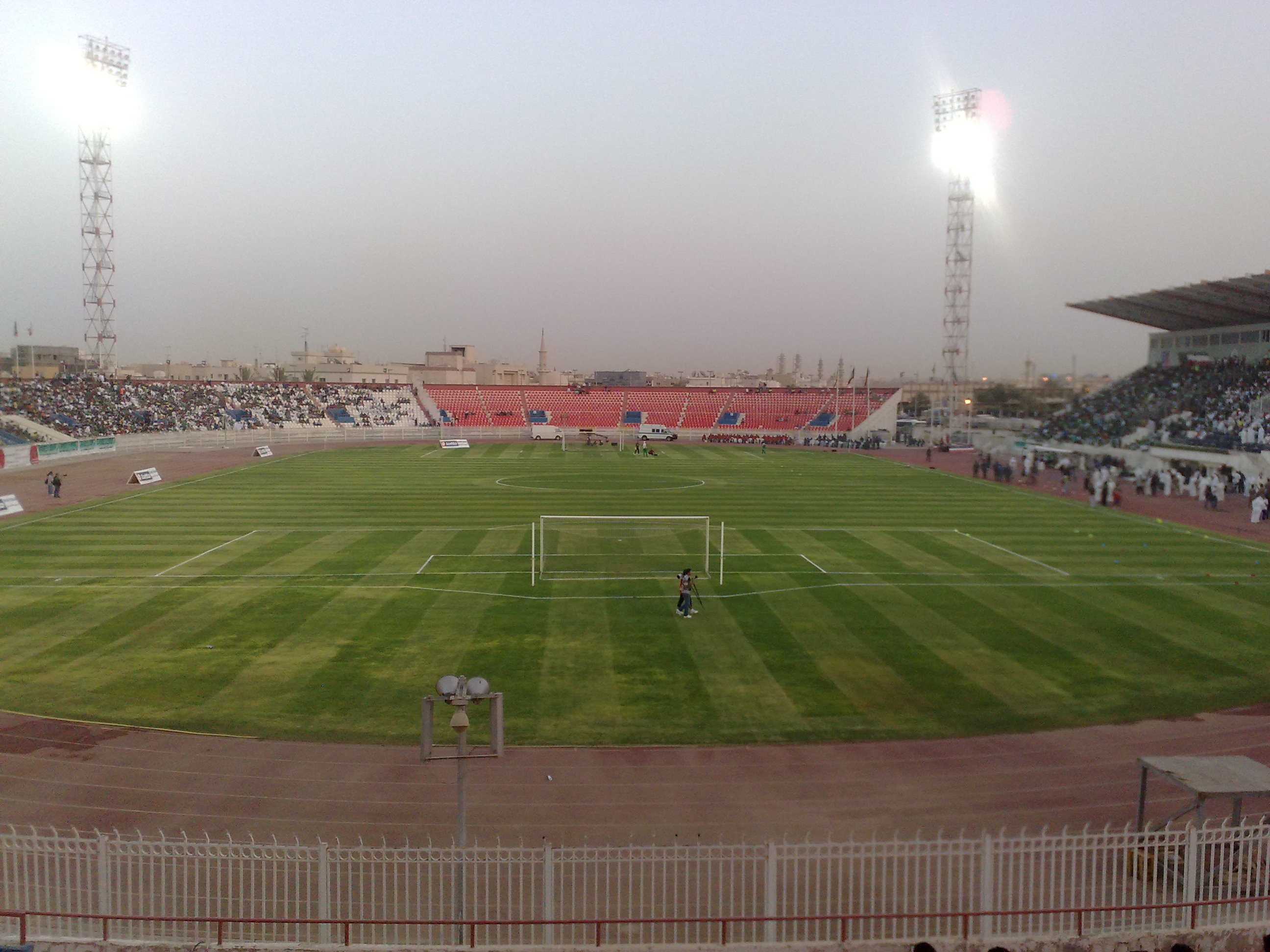
ملعب نادي الكويت